# Traffic Crossing Leeds Bridge
Traffic Crossing Leeds Bridge é um filme mudo britânico em curta-metragem de 1888 dirigido pelo inventor francês Louis Le Prince, um dos mais antigos de que se tem conhecimento na história do cinema.

## Sinopse
O filme mostra pedestres cruzando Leeds Bridge, histórica ponte sobre o rio Aire em Leeds, bem como o tráfego de carruagens no local.
Louis Le Prince filmou Traffic on Leeds Bridge nestas coordenadas: 53° 47′ 37,7″ N, 1° 32′ 29,18″ O.

## Situação atual
As cópias existentes hoje são consideradas incompletas. Os últimos frames pertencem, desde 1923, ao inventário do National Museum of Photography, Film & Television (NMPFT) (frames 118-120 & 122-124), sendo outra grande sequência adicionada em 1931 (frames 110-129). Uma cópia digital produzida pelo NMPFT tem 65 frames (duração de 2.76 segundos, com 23.50 frames/s), enquanto o original possuía 20 frames, com uma câmera de 20 frames/s em um filme de 60mm, de acordo com Adolphe Le Prince, que auxiliou o pai na filmagem, ocorrida em outubro de 1888.

## Galeria

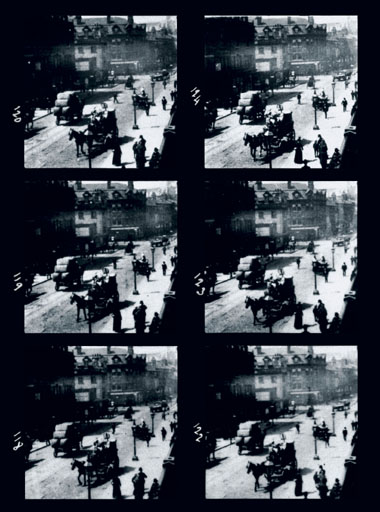
Sequencia de 6 frames (118~124) de Leeds Bridge (National Science Museum, Londres 1923)
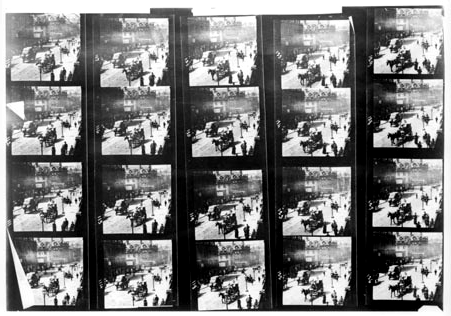
Sequencia de 20 frames de Leeds Bridge (National Science Museum) (Cortesia do NMPFT, Bradford)

## Ligações Externas
- Traffic Crossing Leeds Bridge. no IMDb.